# 西本資史
西本 資史（1976年4月21日 - ）は、日本の実業家。奈良県出身。

## 経歴
奈良産業大学卒業、福島宝山グループ　代表 、福島興業ホールディングス株式会社　代表取締役、貸しビル・倉庫業、リサイクル業、廃棄物処理業、ビル管理業、航空機貸出業、建物解体業、建設業、農業、林業、事業投資業、競走馬繁殖牧場、飲食店、アドベンチャー施設、教育産業、インバウンド観光業、リゾート開発業、観光バス業、車両リースレンタル業、地方創生観光誘致業、snsショート動画の運用代行
、ライバー事務所、外国人の人材紹介等を経営。
1996年、大学2年生の時に八尾市で廃品回収業を創業。1997年に此花区の廃棄物処理の会社に半年間丁稚奉公する。
その後、父親の会社を手伝いながら大学生の友人2名と現在の福島宝山グループの礎となる廃棄物処理の会社を設立。
その後異業種へと参入している。
2024年　株式会社HIS インバウンド事業戦力の顧問及びビジネス雑誌経済界顧問にも就任。
また長野を本店とする白馬交通の会長として、北海道支店、大阪支店を開設し、ハイヤー部門にも参入。同年には福島興業ホールディングス株式会社を設立し、福島宝山グループとしての年商は計約85億円に上り、無借金経営を続ける。
2005日本経済新聞社にて日本初マッチングビジネスネスモデル設立で紹介され、過去には回転寿司や観光バス業や物流業、経営コンサルタント業なども経営していた。 30歳の時にはアライアンス、Ｍ&Ａの専門会社を設立し、上場会社17社、中小企業23社、欧米投資企業やＭ&Ａ、監査法人等と包括的な業務提携を結び企業顧問や、各企業の役員等に就任。31歳の時に株式会社東レの前田 勝之助名誉会長の紫式部の会をきっかけに定期的に経営ご指南を得る。
32歳では日本の石油王泉井純一氏と交流し、親交を深め株式会社日立製作所や株式会社出光興産やJリーグ創設者の川淵チェアマン等の多くの人脈を引き継いでいる。また35歳で日本中央競馬会馬主となり、2023年には兵庫県馬主組合の監事に就任。オーナーブリーダーとして従事している。
2009年にはヘラクレス上場企業ワールドロジ株式会社年商約350億円役員に就任し、マレーシア国名誉領事PATODATO大塚大阪事務所代表や日中貿易促進協会大阪代表やNPO法人日本パラリンピック支援機構顧問等に就任していた。
元伊藤忠商事会長、瀬島龍三氏が開催していた富龍会の門下生として在籍。 川嶋辰彦氏（学習院大学名誉教授)の思想を学び、石橋信康氏（元大和ハウス工業副社長）が設立したBLT会にも所属、一時期はロスチャイルドジャパンに参加。 22歳から当時の首相であった森喜朗元総理の長男や古賀誠元幹事長の長男たちと企業からの陳情を受け秘書や手伝いをしていた。当時の自民党の息子たちの会に参加し、そのことが週刊新潮に掲載されこの会は解散したがその後も交友を続けている。その頃から自由民主党の国会若手議員や衆議院候補と多数交友関係にある。若手議員らと共に政商として国土交通・観光政策フォーラムや政策勉強会を立ち上げている。自民党大阪府第十五選挙区支部長加納陽之助事務所の顧問に就任。また岸田文雄元首相主催の文繋会の会員令和4年7月20日に銀座で開催された自由民主党総裁岸田文雄首相の勉強会にも参加。その後も会員として活動している。創価学会の副会長森川繁氏との交流もある。32歳の時サーベラスジャパンの関連会社にて活動。当時運営していた回転寿司会社にやしきたかじん氏の実兄が取締役として就任しており、やしきたかじん氏とも交流を深めた。また、安倍晋三元総理の顧問であった池口恵観（高野山真言宗宿老清浄心院住職）の人脈も引き継ぎ、2020年には最福寺事務総長にも就任。2023年には株式会社エイチ・アイ・エスグループ　ジャパンホリデートラベル社の顧問に就任。
星野仙一（元阪神タイガース監督・元楽天イーグルス監督）の後援会の立ち上げメンバーとなり、公式サイト「星野仙一男塾」を設立。 また平田勝男（阪神タイガースの1軍ヘッドコーチ）の後援会も立ち上げ、掛布雅之 (元阪神タイガース )、 さらには貴乃花親方との出会いにより2015年3月に貴乃花一門後援会の設立メンバーとしても活動を行っている。 現在は玉ノ井部屋(財団法人日本相撲協会)後援会メンバー。月亭方正氏(落語家)を中心とした寄席、大阪福島令和亭を設立。
鹿児島シティエフエムのフレンズFMでラジオパーソナリティとしてレギュラー番組を担当。
朝日放送でラジオCM、Tverでも福島興業のCMを放送している。

## 略歴
- 福島宝山グループ　代表
- 福島興業ホールディングス株式会社　代表取締役
- 福島興業　代表
- 株式会社エコ・ティック・福島　代表取締役
- 株式会社晟真管財　代表取締役
- 株式会社ステイトオブフクシマ　代表取締役
- 株式会社西本商詫　代表取締役
- 株式会社アースカルチャー　代表取締役
- 株式会社サンデイM　顧問
- 半値衣下店　代表
- 有限会社ベーストーン　代表取締役
- 株式会社福島観光　代表取締役
- 株式会社スプラウト　経営企画室室長
- 株式会社孔彩　取締役
- 福島ビル管理　代表
- 株式会社ライコウ　代表取締役
- 株式会社ワールドロジ　執行役員
- 株式会社権現商事　代表取締役
- 日本巨龍新聞社　大阪事務所代表
- 奈良福島興業　代表
- 有限会社西本紙業　代表取締役
- 株式会社白馬交通　会長
- 株式会社日本ゴミ管理センター　代表取締役
- 株式会社EXコミュニケーションズ　副社長
- 株式会社ヒカリツウシン　顧問
- 株式会社ウエストブックステーブル　取締役
- 株式会社あま福　会長
- 株式会社ぱお福　会長
- 株式会社31　顧問
- フクシマアセット　代表
- 株式会社憧球　顧問
- 株式会社日周観光バス　顧問
- 株式会社ライブシステム　取締役
- 株式会社スペースアート　顧問
- 株式会社ハウスフリーダム　CMO
- 株式会社松本引越センター　CMO
- 株式会社奈良東海　代表取締役
- 株式会社タップ建設　社外取締役
- 株式会社ジャパンホリデートラベル　顧問
- 株式会社HOTELUX　顧問
- 株式会社経済界　顧問
- 株式会社エイチ・アイ・エス　インバウンド顧問

- 最福寺グループ　事務総長
- 財団法人大局会　専務理事
- 社団法人日本整然協会　理事長
- 社団法人日本女性奏生会　顧問
- マレーシア国総領事　大阪事務所代表
- 星野仙一男塾ハッピーツウデイ　代表

## 所属している主な団体
- 社団法人 関西経済同友会
- 社団法人阪神馬主協会
- 社団法人兵庫県馬主協会
- 社団法人東京都森林組合
- 社団法人日本外交協会
- 社団法人佐賀県馬主協会
- 社団法人北海道馬主協会
- 社団法人神奈川県馬主協会

他各団体

## メディア掲載
- 2009.8.25 経済誌　経済界
- 2003.1.21 日本工業新聞
- 2008.7.25 リゾート雑誌　セブンヒルズ
- 2006.8.10建通新聞
- 2009.１月号　経済誌　経営塾
- 2010.11.1中国巨龍新聞
- 2007.10.5日本経済新聞社